# 趙庶
趙 庶（ちょう しょ、生没年不詳）は、中国後漢末期の武将。『三国志』魏書徐晃伝に記載がある。
呂布に仕えていた。しかし建安3年（198年）、曹操が呂布征伐のために下邳を攻めた際、李鄒ともども曹操軍の徐晃に降った。その後の記述は見当たらない。 